# 鄺海翔
鄺海翔（英語：Rono Kwong Hoi Cheung），為香港企業家，2015年獲選為香港十大傑出青年。現為亞洲互動媒體控股有限公司集團主席，又曾任香港青年創業家總商會主席。

## 簡介
香港科技大學工程系學士及英國萊斯特大學培訓及績效管理碩士，在25歲時當上百人IT公司副總裁，後成立高清影片製作公司，為香港高清多媒體製作的先驅。及後成立亞洲互動媒體控股有限公司，業務由商業短片製作至廣告片製作、市場推廣、活動策劃、員工培訓等。
在社會服務方面，他先後成為香港太陽獅子會創會主席，國際獅子會中國港澳303區第六分區主席及支援青年創業平台「香港青年創業家總商會」創會主席。

## 獎項
- 國際青年商會最佳僱主
- 傑出青年創業家獎
- 2012年滙豐青年創業大獎 [4]
- 2015年香港傑出青年 [5]
- 2017年香港青年工業家獎[6]